# Paris (filme de 2008)
Paris (prt/bra: Paris) é um filme de comédia dramática francês de 2008, escrito e dirigido por Cédric Klapisch. Entre os protagonistas, conta-se com a participação de Juliette Binoche, Romain Duris, Fabrice Luchini, Albert Dupontel e Mélanie Laurent.
Em Portugal foi lançado no dia 16 de outubro de 2008 e no Brasil em 3 de julho de 2009.

## Enredo
Pierre é um dançarino parisiense a quem foi diagnosticado um grave problema cardíaco. A única solução é fazer um transplante de coração, cujas probabilidades de ser bem sucedido são baixas. Proibido de dançar, ele refugia-se no seu próprio apartamento e espera por um dador.
Pierre torna-se reflexivo sobre a sua condição e a sua vida passada. Ele assiste filmagens antigas suas de quando dançava, fala com uma antiga namorada dos tempos de escola, recusa-se a contar aos seus pais do seu estado de saúde. Quando finalmente é capaz de sair do apartamento ele vê várias jovens e atraente mulheres, como Khadija e Laetitia.
A morte iminente faz-lhe dar mais valor à vida, seja a sua, a dos outros com quem se cruza diariamente no seu bairro, a da sua irmã ou a da própria cidade. Um dançarino, um arquiteto, uma agente social, um sem-teto, um imigrante africano, uns vendedores,… todos parecem pessoas comuns, mas todos são, cada um à sua maneira, seres singulares. E, para cada um, os seus próprios problemas são o que há de mais importante no mundo.

## Elenco
- Romain Duris como Pierre
- Juliette Binoche como Élise
- Fabrice Luchini como Roland Verneuil
- Albert Dupontel como Jean
- Julie Ferrier como Caroline
- François Cluzet como Philippe Verneuil
- Karin Viard como gerente da padaria
- Gilles Lellouche como Franky
- Mélanie Laurent como Laetitia
- Sabrina Ouazani como Khadija
- Zinedine Soualem como Mourad
- Kingsley Kum Abang como Benoît
- Olivia Bonamy como Diane
- Maurice Bénichou como psiquiatra

## Trilha sonora
A trilha sonora do filme trazia canções do filme junto com a música original creditada a Kraked Unit, escrita principalmente por Robert Burke e Loïc Dury. O álbum alcançou a 44ª posição na França.

### Lista de faixas
1. Kraked Unit - "Munivers De Paris"
2. Wax Tailor (com Charlotte Savary) - "Seize The Day"
3. Artur Nunes - "Tiea"
4. Kraked Unit - "L'air des Cendres"
5. Rosemary Clooney - "Sway"
6. Quincy Jones - "Comin' Home Baby"
7. Philippe Katerine - "Louxor J'adore"
8. Wilson Pickett - "Land of a Thousand Dances"
9. Grant Phabao pres. Carlton Livingston e The Lone Ranger - "Running For My Life"
10. Kraked Unit - "Douala Paris"
11. Kraked Unit - "I Love Bidoche"
12. Kraked Unit - "Ah Hum Babe"
13. Adrag - "I don 't give a F..."
14. Kraked Unit - "Les fleurs du slam"
15. Erik Satie - "Gnossienne N°1"